# Piment guajillo
Le piment guajillo ou guajillo chili ou chile guaco (espagnol : chile guajillo) ou mirasol chili est une variété de l'espèce Capsicum annuum à fruit « mirasol » (regardant le soleil) du Chili. Mirasol est utilisé pour désigner le poivre frais et le terme « guajillo » est utilisé pour la forme sèche, qui est le deuxième piment séché le plus courant dans la cuisine mexicaine,,,.

## Description
Le piment guajillo a une couleur brun rougeâtre plutôt foncée et une peau fine, lisse et brillante. Il mesure environ 8 à 10 cm de long. En termes de saveur, il est généralement défini comme sucré et quelque peu fruité. Le piquant varie considérablement de 2 000 SHU pour le piment frais, c'est-à-dire légèrement piquant, jusqu'à 15 000 SHU pour le piment séché, c'est-à-dire modérément chaud sur l'échelle de Scoville.

## Variétés
L'État mexicain de Zacatecas est l'un des principaux producteurs de piments guajillo. Il existe deux variétés principales qui se distinguent par leur taille et leurs facteurs thermiques. Le guajillo puya est le plus petit et le plus chaud des deux (en espagnol, puyar signifie « piquer ou piquer[Quoi ?] »). En revanche, le guajillo plus long et plus large a une saveur plus prononcée et plus riche et est un peu moins épicé.

## Utilisations
Les piments guajillo sont utilisés dans de nombreuses préparations mexicaines :
- par exemple, ils servent parfois à préparer de la salsa ou la mole pour les tamales. Les piments secs sont épépinés, trempés ou mijotés, puis pulvérisés, écrasés ou réduits en purée et cuits avec plusieurs autres ingrédients pour produire des sauces savoureuses ;
- les piments guajillo sont utilisés dans les marinades, les salsas, les pâtes, les beurres et les épices pour aromatiser les viandes, la graisse et l'huile avec d'autres ingrédients. Le piment guajillo, avec sa saveur plus délicate, est utilisé avec le poisson et le poulet ou ajouté à la salsa comme plat d'accompagnement.

Et différents plats mexicains où les piments guajillo sont un ingrédient principal tels que :
- chilate ou mole de olla
- pambazos
- consommés
- carné, adobada